# 格濟大學
格濟大學（土耳其語：Gazi Üniversitesi），成立於1926年，是土耳其安卡拉一所公立大學。成立之初為格濟師範學院（Gazi Teacher Training Institute），至1982年與博盧工程與建築學院、安卡拉經濟和商業科學院、安卡拉技術職業學院、安卡拉女子技術職業學院及安卡拉州立工程與建築學院合併，成為高等教育委員會轄下的大都市大學。1992年，位於博盧的學院和職業學校從格濟大學分析出來，成為阿班特伊捷貝薩爾大學。

## 外部連結
- Gazi Central Library 的存檔，存档日期2006-08-03. （土耳其語）
- Gazi University Foundation （页面存档备份，存于） （土耳其語）
- Gazi University Center for Turkish Teaching 的存檔，存档日期2006-09-15. （土耳其語）
- Gazi University Center for Foreign Language Teaching
- Gazi University Alumni Organization （土耳其語）
- Radio Gazi Fm （土耳其語）
- Gazi University Faculty of Engineering 的存檔，存档日期2012-04-11. （土耳其語）
- Gazi University Faculty of Architecture 的存檔，存档日期2012-04-18. （土耳其語）
- Gazi University Faculty of Economics and Administrative Sciences （土耳其語）